# (119) Алфея
(119) Алфея (др.-греч. Ἀλθαία) — типичный астероид главного пояса, принадлежащий к светлому спектральному классу S. Он был обнаружен 3 апреля 1872 года американским астрономом Дж. К. Уотсоном в Анн-Арборе, США и назван в честь Алфеи, героини древнегреческой мифологии.

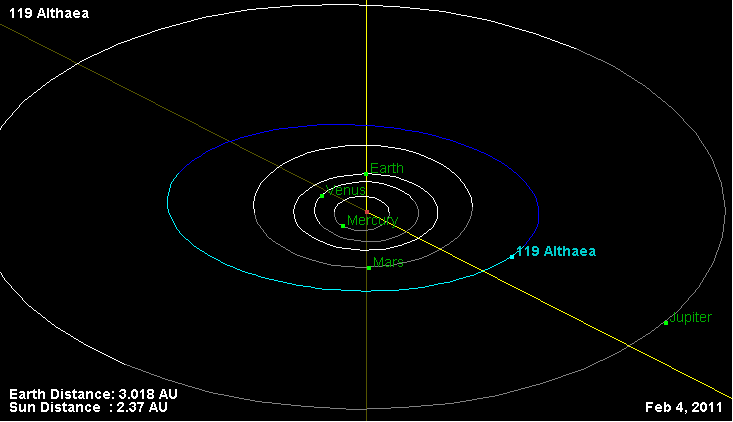
Орбита астероида Алфея и его положение в Солнечной системе

Всего наблюдалось два покрытия звёзд астероидом Алфея и оба в 2002 году с интервалом в один месяц.